# جمعية المؤلفين والملحنين وناشري الموسيقى في إسرائيل
جمعية المؤلفين والملحنين وناشري الموسيقى في إسرائيل (بالعبرية: אגודת קומפוזיטורים, ומחברים ומו"לים‏) والمعروفة بالاختصار أكوم أكوم (بالعبرية: אקו"ם‏) هي مجموعة حقوق طبع ونشر غير ربحية تعمل في إدارة الحقوق الجماعية للمؤلفين والشعراء وكتاب الأغاني والملحنين والموزعين وناشري الموسيقى في إسرائيل.
وباعتبارها عضوًا في الاتحاد الدولي لجمعيات المؤلفين والملحنين سيساك (CISAC)، فإن أكوم تابعة لأكثر من 100 منظمة حقوقية مماثلة حول العالم، والتي تشارك معها في اتفاقيات تحصيل حقوق الملكية المتبادلة.
كما تقيم أيضًا حفل توزيع الجوائز السنوي الذي يكرم المؤلفين والموسيقيين في العديد من الفئات، بما في ذلك الإنجاز مدى الحياة.
اعتبارًا من عام 2016، تضم المنظمة 10,125 عضوًا، منهم 149 ناشرًا. وأكثر من 1.7 مليون عمل إسرائيلي وأجنبي مسجل في قاعدة بياناته.
في عام 2004، كانت أكوم موضوعًا لقرار يشكل سابقة من قبل هيئة مكافحة الاحتكار الإسرائيلية [الإنجليزية] التي قررت أن ترتيباتها لترخيص عمل الأعضاء كانت بمثابة اتفاقية تقييدية، وأن أكوم كانت في الأساس احتكارًا. ومنذ عام 2011، عملت المجموعة في ظل القيود التي فرضتها محكمة مكافحة الاحتكار.

## تاريخ
تأسست أكوم في فلسطين عام 1936، على الرغم من أنها كانت تعمل على أساس غير رسمي منذ عام 1934.   وكانت المنظمة في الأصل تمثل المؤلفين والموسيقيين اليهود. 
في السنوات الأولى لأكوم، كانت خدمة الإذاعة الفلسطينية هي المصدر الرئيسي للعائدات. لم يكن لدى أكوم نظام عملي لجمع العوائد من أصحاب المقاهي، كما أنها لم توزع العوائد بين أعضائها بطريقة منهجية. 

ومع قيام أكوم بتحسين تطبيقها لمدفوعات حقوق الملكية للأعمال الموسيقية التي يتم أداؤها في إسرائيل، بدأت في توقيع اتفاقيات متبادلة مع نظيراتها الأجنبية. أشار تقرير بيلبورد لعام 1965 حول توقيع اتفاقية بين أكوم ومنظمة حقوق الأداء جيما في ألمانيا إلى:
وفقًا لقانون حقوق النشر الإسرائيلي، يجب دفع العوائد لشركة أكوم مقابل إعادة إنتاج أي نوع من الموسيقى في غرف المسؤولين والأحزاب السياسية والوزارات والمستوطنات ( الكيبوتسات)، أو عبر الراديو أو التسجيلات والأشرطة. الأندية والحافلات السياحية والطائرات مشمولة بقانون حقوق النشر. حتى موسيقى الجيتار التي يتم تشغيلها في الأمسيات في الكيبوزيمات تخضع لعائدات أكوم.
أكوم هي عضو في الاتحاد الدولي لجمعيات المؤلفين والملحنين (سيساك) والمكتب الدولي للجمعيات التي تدير الحقوق الميكانيكية، وكلاهما معترف بهما من قبل المنظمة العالمية للملكية الفكرية التابعة للأمم المتحدة. من خلال عضويتها في سيساك، تنتمي أكوم إلى أكثر من 100 منظمة حقوقية مماثلة حول العالم، وتقوم بجمع العوائد نيابة عنهم مقابل العمل المنجز في إسرائيل، وتتلقى العوائد مقابل أعمال الأعضاء الإسرائيليين المنفذة في الخارج.

## حكم مكافحة الاحتكار
في عام 2004، أعلنت هيئة مكافحة الاحتكار الإسرائيلية [الإنجليزية] أن الترتيب الذي قامت به أكوم لترخيص عمل أعضائها يصل إلى حد اتفاقية تقييدية، وأن أكوم كانت في الأساس "احتكارًا في أسواق إدارة حقوق البث، وحقوق الأداء العام، وحقوق النسخ". وحقوق التسجيل وحقوق مزامنة المقطوعات الموسيقية، بما في ذلك توفير تراخيص لاستخدام هذه الحقوق". استأنفت أكوم هذا القرار أمام محكمة مكافحة الاحتكار في يوليو 2004، والتي رفضت الاستئناف في عام 2008. في مايو 2009، رفضت المحكمة العليا في إسرائيل استئناف أكوم. كانت هذه القضية بمثابة سابقة لمنظمات إدارة حقوق النشر الأخرى في إسرائيل التي تخضع لموافقة محكمة مكافحة الاحتكار.
في عام 2008، وتمشيا مع المطالبة بالشفافية، قامت أكوم بتعيين شركة علاقات عامة وعقدت أول مؤتمر صحفي لها على الإطلاق. وذكرت أنه في عام 2008 قامت بجمع 76 مليون شيكل من العوائد التي حولتها إلى أعضائها، بزيادة قدرها 28% عن العام السابق. بلغت الإيرادات التنظيمية 99.4 شيكل مليون.
في عام 2011، وافقت محكمة مكافحة الاحتكار على ترتيبات أكوم مع الفنانين لمدة خمس سنوات، مع مراعاة سلسلة من القيود. تم تجديد هذه الموافقة في عام 2016، مع متطلبات إضافية لـ أكوم لتقديم تقارير منتظمة عن إيراداتها وتعويضات الفنانين، بالإضافة إلى الإشارة إلى حقوق النشر التي انتهت صلاحيتها في قاعدة بياناتها العامة.

## عضوية

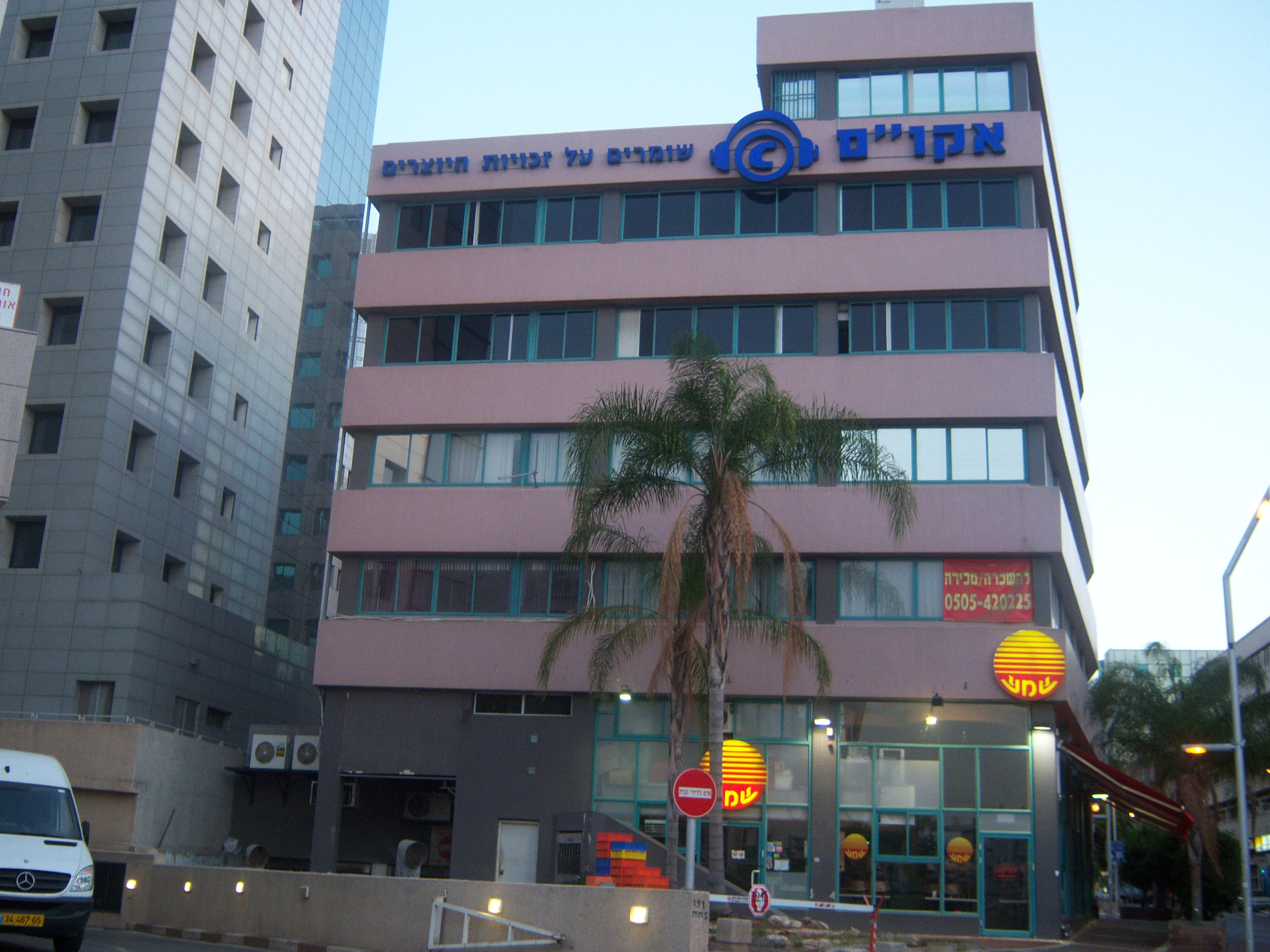
مبنى أكوم في رمات غان، إسرائيل

اعتبارًا من عام 2016، تضم المنظمة 10,125 عضوًا، منهم 149 ناشرًا. لا توجد رسوم العضوية. للتأهل للعضوية، يجب على الفنانين أن يكونوا نشطين في مجالات الأدب والموسيقى، وأن تكون أعمالهم "مستخدمة على أساس عام".
توفر أكوم لأعضائها "حماية حقوق النشر والترتيبات الجماعية التي تسمح باستخدام الأعمال، وتحصيل العوائد مقابل هذا الاستخدام، والمشورة القانونية". تشمل خدماتها منح تراخيص لمواقع الإنترنت التي تقع خوادمها في إسرائيل، مما يسمح لها ببث وتنزيل وعرض الأعمال المحمية بحقوق الطبع والنشر عبر الإنترنت.  في عام 2004 فازت أكوم بقرار من المحكمة العليا الإسرائيلية يسمح لها بترخيص الأعمال الموسيقية للاستخدام التجاري عبر الإنترنت.

## استوديو
في عام 2012، افتتحت أكوم استوديوًا إبداعيًا يمكن للموسيقيين الشباب من خلاله تقديم عروض بدون حقوق ملكية والحصول أيضًا على جزء من الأرباح من مبيعات التذاكر. يقع الاستوديو في حظيرة طائرات في ميناء تل أبيب، ويوفر مكبرات الصوت والإضاءة والآلات الموسيقية ومسرح التدريب. تستخدم المنظمة أيضًا المنشأة التي تضم 150 مقعدًا لورش العمل والدروس الرئيسية.

## جائزة أكوم
بدأ حفل جائزة أكوم في عام 1958  كمسابقة صغيرة للأعمال التي تم تقديمها بشكل مجهول. تطورت المسابقة على مر السنين، وتقدم اليوم مجموعة واسعة من الجوائز للأدب والموسيقى الكلاسيكية والموسيقى الشعبية. اعتبارًا من عام 2018، تتضمن جائزة الإنجاز مدى الحياة من أكوم جائزة نقدية قدرها 10000 دولار.

### جدل الجوائز
في عام 2014، قرر مجلس الإدارة تخفيض جائزة الإنجاز مدى الحياة إلى جائزة عامة عن "المساهمة في الموسيقى" للمغني أرييل زيلبر، صاحب وجهات النظر السياسية اليمينية والمؤيدة للاستيطان.
تم الضغط على مجلس الإدارة لتخفيض الجائزة من قبل المتظاهرين اليساريين، ومن بينهم داليا رابين، ابنة رئيس الوزراء الإسرائيلي المقتول يتسحاق رابين. رفضت المغنية أخينوعم نيني قبول جائزتها من أكوم ردًا على قرار تكريم زيلبر. أثار قرار المجلس إدانة السياسيين اليمينيين أفيغدور ليبرمان، وزير الخارجية، ونفتالي بينيت، وزير الاقتصاد، وليمور ليفنات، وزيرة الثقافة، وكذلك من أنصار الفن والموسيقى وحرية التعبير.

## المديرين
كان من بين مديري أكوم:
- عوفاد افرات [14]
- يوريك بن ديفيد [25]
- يديديا ادمون [26]
- مناحيم أفيدوم، 1955-1980 [27]

## روابط خارجية
- الموقع الرسمي
 (English)